# 阿马库罗三角洲州
阿馬庫羅三角洲州（西班牙語：Estado Delta Amacuro）是委內瑞拉的一個州，位於該國最東部（不包括委國聲稱擁有的埃塞奎博圭亚那）。西北為帕里亞灣，與千里達島隔海相望，東北臨大西洋。奧里諾科河三角洲位於本州。面積40,200平方公里，2007年人口152,700人，為全國最低。首府圖庫皮諾。该州与圭亚那接壤。
1884年起為聯邦屬地，1991年建州。下分四自治市。